# Estel de bosons
Un estel de bosons o estrella de bosons és un objecte astronòmic hipotètic que estaria format per les partícules anomenades bosons (els estels convencionals estan formats per fermions). Perquè pogués existir aquest tipus d'estel, hauria d'existir un tipus de bosó estable de petita massa. Fins al moment no hi ha cap prova significativa de l'existència d'aquest tipus d'estel de bosons. Això no obstant, seria possible detectar-los per la radiació gravitatòria emesa per un parell d'estels de bosons coorbitals.
Els estels de bosons es podrien haver format per col·lapse gravitatori durant els primers estadis del big-bang. Al centre de la galàxia podria existir, almenys en teoria, un estel de bosons, l'existència del qual podria explicar moltes de les propietats observades dels nuclis galàctics actius. Els estels de bosons s'han postulat com a possibles candidats a objectes de matèria fosca.